# س. جاي غيبل
س. جاي غيبل (بالإنجليزية: C. J. Gable)‏ هو لاعب كرة قدم أمريكية أمريكي، ولد في 19 أكتوبر 1987 في سيلمار ‏ في الولايات المتحدة.